# Спартак (футбольный клуб, Тбилиси)
«Спартак» — советский и грузинский футбольный клуб из Тбилиси.

## Названия
- 1946—1947 — «Крылья Советов».
- 1948—1980-е (расформирован) — «Спартак».
- 2002—2003 — «Спартак».
- 2003—2004 — «Спартак-Лазика» (Зугдиди/Тбилиси) (объединённая команда с ФК «Зугдиди», носившем в 2001—2003 годах название «Лазика»).
- С 2004 года — «Спартак».

## История
До 1947 года клуб выступал на республиканском уровне. В 1948 году дебютировал в первенстве СССР, заняв 3-е место в южной зоне второй группы. В 1949 году «Спартак» выиграл турнир центральной зоны, победил в дополнительном турнире трёх команд финального этапа и вышел в класс «А». В 1950 году занял в чемпионате 9-е место, в 1951 — предпоследнее, 14-е и вылетел из класса «А».
После этого «Спартак» играл в первенстве СССР 2 раза — в 1953 году выиграл турнир I зоны класса «Б», но занял последнее, 6-е место в финальном турнире. В 1977 году занял предпоследнее, 21-е место в 4-й зоне Второй лиги.
Известно о выступлении тбилисской команды «Спартак» в Первой лиге в сезоне-2002/03. Перед сезоном-2003/04 «Спартак» объединился с вышедшей в Высшую лигу командой «Лазика» Зугдиди. Объединённая команда получила название «Спартак-Лазика», в зимнюю паузу переехала в Тбилиси и, заняв 11-е место из 12 команд, вылетела из Высшей лиги, после чего перестала существовать. В Зугдиди возродилось «Динамо», которое стало называться «Зугдиди», а «Спартак» играл в Первой лиге сезона-2004/05, где занял 3-е место и вышел в Высшую лигу, в которой не удержался, заняв последнее, 16-е место в чемпионате, а в следующем году занял 17-е место из 18 в Первой лиге.

## Достижения
- 9-е место в Классе «А» (1950).
- 1/16 финала Кубка СССР (1951).
- Победитель зонального турнира и дополнительного финала второй группы (Д-2) первенства СССР (1949).
- Победитель переходного турнира Класса «А» (1950, 1951).